# Paritarisme
Cet article possède un paronyme, voir parité.
Le paritarisme, ou système de gestion paritaire, est un principe consistant en la cogestion d'un organisme par un nombre égal de représentants des employés et des employeurs. On parle alors d'un organisme paritaire.

## Institutions paritaires (protection sociale)
Les fonds de protection sociale gérés par les institutions paritaires sont régis par des accords collectifs applicables au niveau de la société, au niveau sectoriel (tel que le secteur de la construction, de la métallurgie etc.) ou au niveau interprofessionnel et peuvent fournir des avantages sociaux en matière de retraite (et tout particulièrement en matière de fonds de retraite professionnelle), de soins de santé, d’allocation de chômage, d’incapacité de travail, de congés payés et autres avantages.
Le modèle paritaire se déroule en deux phases : la phase de négociations, durant laquelle les représentants de syndicats et du patronat signent un accord collectif établissant le fonds social. La phase de gestion vient ensuite, durant laquelle les parties signataires à l’accord collectif décident de gérer conjointement le fonds social et créent une institution paritaire où ils sont représentés de manière équilibrée.
Les institutions paritaires de protection sociale sont très présentes en Europe et plus particulièrement en Europe de l’Ouest et en Scandinavie. On estime le capital combiné de toutes ces institutions à 1300 milliards d’euros et à 80 millions le nombre de citoyens européens bénéficiant des avantages offerts.
Une organisation européenne, l’Association européenne des Institutions paritaires de protection sociale (AEIP), vit le jour en 1996 afin de représenter les institutions paritaires auprès de l’Union européenne. L’AEIP insiste sur les particularités des institutions paritaires qui les différencient d’autres acteurs similaires, comme les compagnies privées d’assurance et les mutuelles.
Bien que d’origine européenne, les institutions paritaires se trouvent également dans d’autres parties du monde, en Amérique du Nord,,en Amérique du Sud, en Inde et au Japon.

## En France
Au début du XXe siècle, le paritarisme est la répartition égale des niveaux de cotisations entre les deux parties des partenaires sociaux, ainsi dans la loi du 5 avril 1910 sur les retraites ouvrières et paysannes, les versements obligatoires des salariés et les contributions des employeurs sont de même hauteur, forfaitaires. Le système français de protection sociale, construit sur le modèle bismarckien, conduit à affirmer l’autonomie de la sphère sociale par rapport aux autres interventions publiques.
Le paritarisme est introduit pour la première fois en France par la loi du 19 octobre 1946, portant sur le statut de la fonction publique, et la mise en place des instances paritaires de concertation. Ces commissions sont consultatives et non décisionnelles, mais elles permettent d'introduire les organisations syndicales aux différents échelons de l'administration. Auparavant, les structures administratives étaient gérées par les seuls supérieurs hiérarchiques.[réf. nécessaire]
En matière de Sécurité sociale, entre son origine, en 1945 et 1967, les représentants élus des cotisants salariés étaient majoritaires dans les conseils d’administration des organismes. La protection sociale n’avait alors pas la même importance financière qu’aujourd’hui (la part des dépenses de protection sociale est passée de 13,2 % à 32,3 % du produit intérieur brut entre 1949 et 2013).
Au fur et à mesure que la Sécurité sociale monte en puissance, les militants syndicaux au sein des caisses laissent place à des administrateurs, qui s’éloignent de la gestion quotidienne où des techniciens gestionnaires vont émerger (le Centre d’Études supérieures de la Sécurité sociale est créé en 1960). La sécurité sociale est  supervisée au niveau national par les des hauts fonctionnaires, notamment ceux de la Direction de la Sécurité sociale et de l’Inspection générale des affaires sociales. Les ordonnances Juppé (1996) puis la réforme Douste-Blazy (2004) affaiblissent le rôle et la place des partenaires sociaux, au profit du Parlement et de l’État. Le droit européen sépare les régimes publics de Sécurité sociale qui échappent à la libre concurrence et les sociétés d’assurances en compétition, ce qui permet en France la constitution des groupes paritaire de protection sociale.
Selon une mission d’information parlementaire, le paritarisme représente des centaines de milliers de mandats de représentation en cours, exercés par environ 600 000 personnes, 750 branches professionnelles, près de 100 000 salariés dans des organismes paritaires.
Dans un article, Nicole Questiaux, ex-ministre des affaires sociales, soulignait que le régime du paritarisme a peu à peu contribué à responsabiliser les syndicats français, en particulier les plus modérés (CFDT, CGC et CFTC).
Pierre Guillen, qui fut successivement délégué général de l’UIMM, puis vice-président du Medef et président de sa commission sociale, participant patronal chevronné à de nombreuses structures paritaires était un défenseur du paritarisme, qui permettait selon lui d'ajuster la gestion de façon plus rapide qu'une simple bureaucratie classique.
Le « paritarisme de gestion » concerne essentiellement les retraites complémentaires et le chômage. À l’inverse, dans les caisses de sécurité sociale où l’État est davantage présent, on parle de « tripartisme ». Il est possible aussi de définir un « paritarisme de représentation », par exemple au Conseil économique, social et environnemental ainsi que dans les conseils économiques, sociaux et environnementaux régionaux.
Exemples d'organisations paritaires :
- les organismes paritaires collecteurs agréés[10], devenus opérateurs de compétence[11] ;

- l’assurance chômage est organisée par des accords collectifs[12]. L’Unédic est administrée par 25 représentants de salariés et 25 représentés d’employeurs[13], ce fut le cas aussi pour les associations pour l'emploi dans l'industrie et le commerce avant leur intégration dans Pôle emploi ;
- l’Association pour l'emploi des cadres est administrée de manière paritaire[14] ;
- les caisses primaires d'assurance maladie sont administrés, entre autres, par un nombre égal de représentants des assurés sociaux désignés par les organisations syndicales nationales et de représentants d’employeurs désignés par les organisations professionnelles nationales d’employeurs[15] ;
- les caisses d'allocations familiales sont administrées par 24 membres : 8 représentants des salariés, 8 représentants des employeurs, 4 représentants des associations familiales, 4 personnalités qualifiées[16] ;
- les régimes de retraite complémentaire des salariés (AGIRC-ARRCO) sont institués par des accords nationaux interprofessionnels étendus et élargis par la loi[17] et gérés de manière paritaire ;
- la participation des employeurs à l'effort de construction est gérée par l’association Action Logement, administrés par des représentants permanents désignés par les organisations d’employeurs membres et un même nombre de représentants permanents désignés par les organisations de salariés membres[18].
- La commission paritaire permanente de négociation et d'interprétation[19] (CPPNI) des différentes branches professionnelles.

Enfin le terme paritaire désigne également des juridictions particulières instituées pour trancher certains litiges opposant des personnes appartenant à des catégories professionnelles différentes, c’est le cas du conseil de prud'hommes, du tribunal paritaire des baux ruraux. Le Tribunal des conflits peut aussi rentrer dans cette catégorie.

## En Allemagne
En Allemagne, la cogestion a été instituée en 1951 dans les industries minières. En 1976, le gouvernement adopte la loi sur la cogestion paritaire instaurant la représentation des salariés dans les conseils d'administration. La cogestion est considérée comme un pilier de l'économie sociale de marché allemande. Elle repose notamment sur l'existence de syndicats de salariés puissants.